# Die Straßen Harlems
Die Straßen Harlems (Originaltitel: Paid in Full) ist ein US-amerikanischer Gangsterfilm aus dem Jahr 2002 von Roc-a-Fella Films. Regie führte Charles Stone III, das Drehbuch schrieben Matthew Cirulnick und Thulani Davis.
Der Titel des Films stammt von dem Song Paid in Full des gleichnamigen Albums aus dem Jahr 1987 von Eric B. & Rakim. Der Song ist den drei ehemaligen Drogendealern namens Azie Faison, Rich Porter und Alpo Martinez gewidmet, die Mitte der 1980er Jahre in Harlem bekannt wurden. Die Filmcharaktere Ace, Mitch und Rico basieren auf diesen drei Drogendealern.

## Handlung
Zwischen luxuriösem Lifestyle und der Jagd nach dem schnellen Geld, steigt der Tagelöhner Ace in das Drogen-Geschäft ein, nachdem sein bester Freund und Drogendealer, Mitch, eine Haftstrafe antreten musste. Nach seinem Fund einer exklusiven Quelle für bestes kolumbianisches Koks und dessen Verkauf zu reduziertem Preis, übernimmt er schnell die Kontrolle über das Viertel. Ace, Mitch und dessen Gefängnisfreund Rico werden zu einflussreichen Persönlichkeiten in den Straßen von Harlem.

## Hintergrund
Unter anderem wurde der Film in Brasilien unter dem Titel Ouro Branco (bras.: Weißes Gold), oder in Griechenland als Kokaini (griech.: Kokain) bekannt. Am 26. August 2004 wurde der Film in Deutschland auf DVD veröffentlicht.

## Rezeption
Das Lexikon des internationalen Films schreibt, der „ambitioniert inszenierte, an authentische Figuren angelegte Thriller“ zeichne „den Drogenhandel als lukrativen Geschäftszweig, der die Erfüllung des amerikanischen Traums“ ermögliche. Der Film sei „solide und detailgenau ausgestattet“ und provoziere dabei „die [Vorbehalte der] pathetische[n] Darstellung des Ghetto-Gangsters“.